# 温州南站
温州南站，又称温州火车南站，原称新温州站，位于中国浙江省温州市瓯海区潘桥街道，是一座仅客运业务的鐵路車站，归上海局集团宁波车务段管辖。车站距离温州市中心约13.5公里，距溫州龍灣國際机场约28公里。
温州南站于2005年10月开始建设，2009年9月28日随甬台温铁路、温福铁路正式通车同时启用。2015年8月5日，温州南站接入金丽温铁路。为引入杭温高速铁路，2022年温州南站向西扩张，新建4条到发线和横跨新建站场的西站房。2024年9月6日随杭温高速铁路通车同时投入使用。

## 车站構造

### 站房

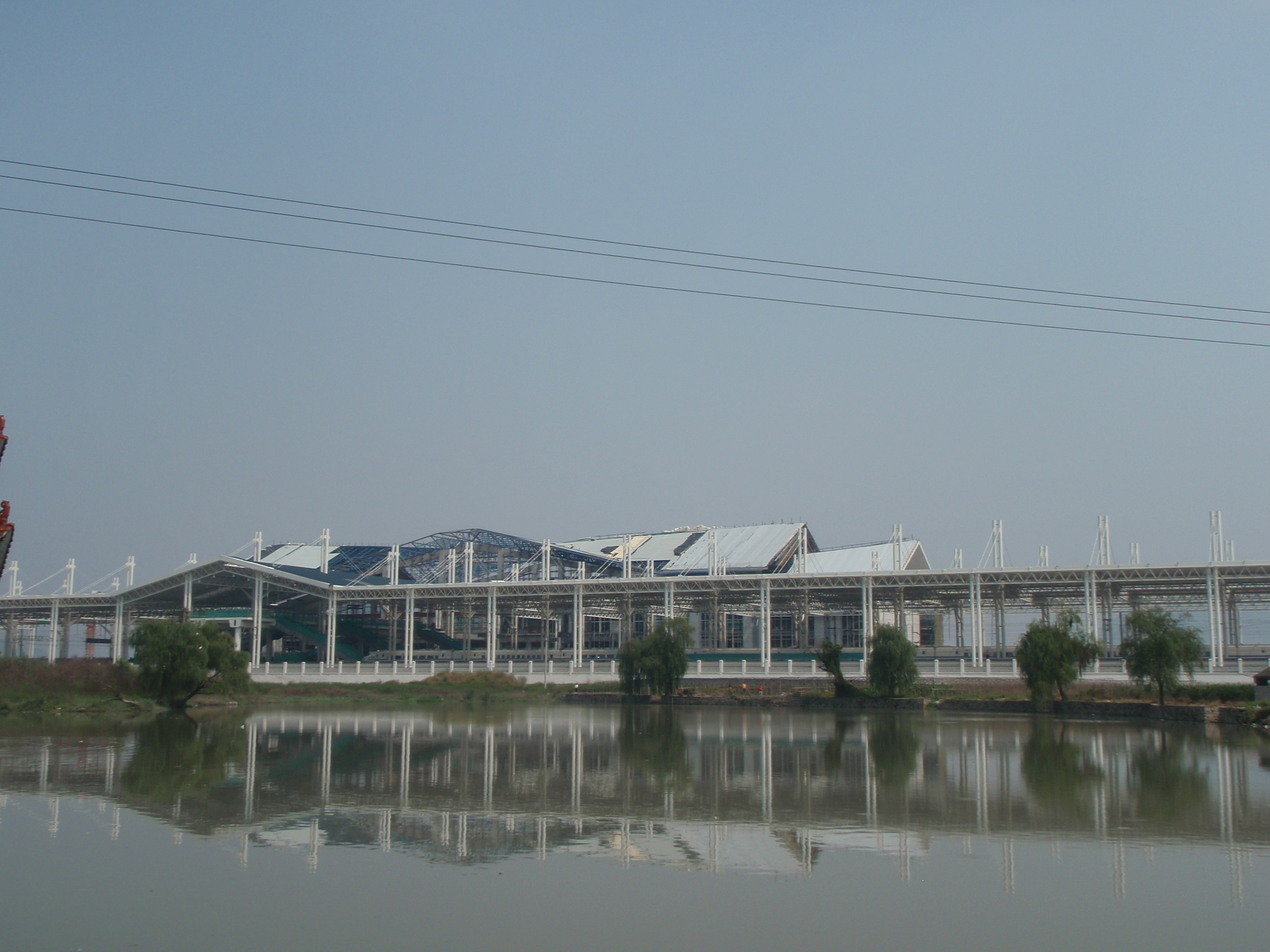
建设中的车站站房

温州南站设有两座站房。共有1——8号八个检票口分散在东西两个站房：东站房2检、3检、4检分别对应西站房7检、5检、6检的检票进站车次。
温州南站东站房于2009年投入使用，为侧式站房。东站房设有1、2、3、4、8号检票口；上行方向的旅客在一楼、二楼的候车室候车，检票后通过天桥进入相应站台：其中1号检票口办理部分始发列车的检票；杭深线下行方向的列车的旅客在地下一层的出站口侧的第二候车室进站候车，于8号检票后通过地下通道进入相应站台。
- 东站房进站平台
- 东站房进站口
- 东站房候车室
- 东站房二楼候车室

温州南站西站房于2024年投入使用，横跨主要保障金温线（及直通沪昆高速铁路列车）列车的西侧站场。西站房总建筑面积29114平米，外立面使用了瓯越传统建筑的组合坡顶、木构架形象，勾勒出山中有山、景中有景的形象。候车室面积14701平方米，共有2000多个候车座位，并设商务座候车室，有5、6、7号检票口。

### 站场

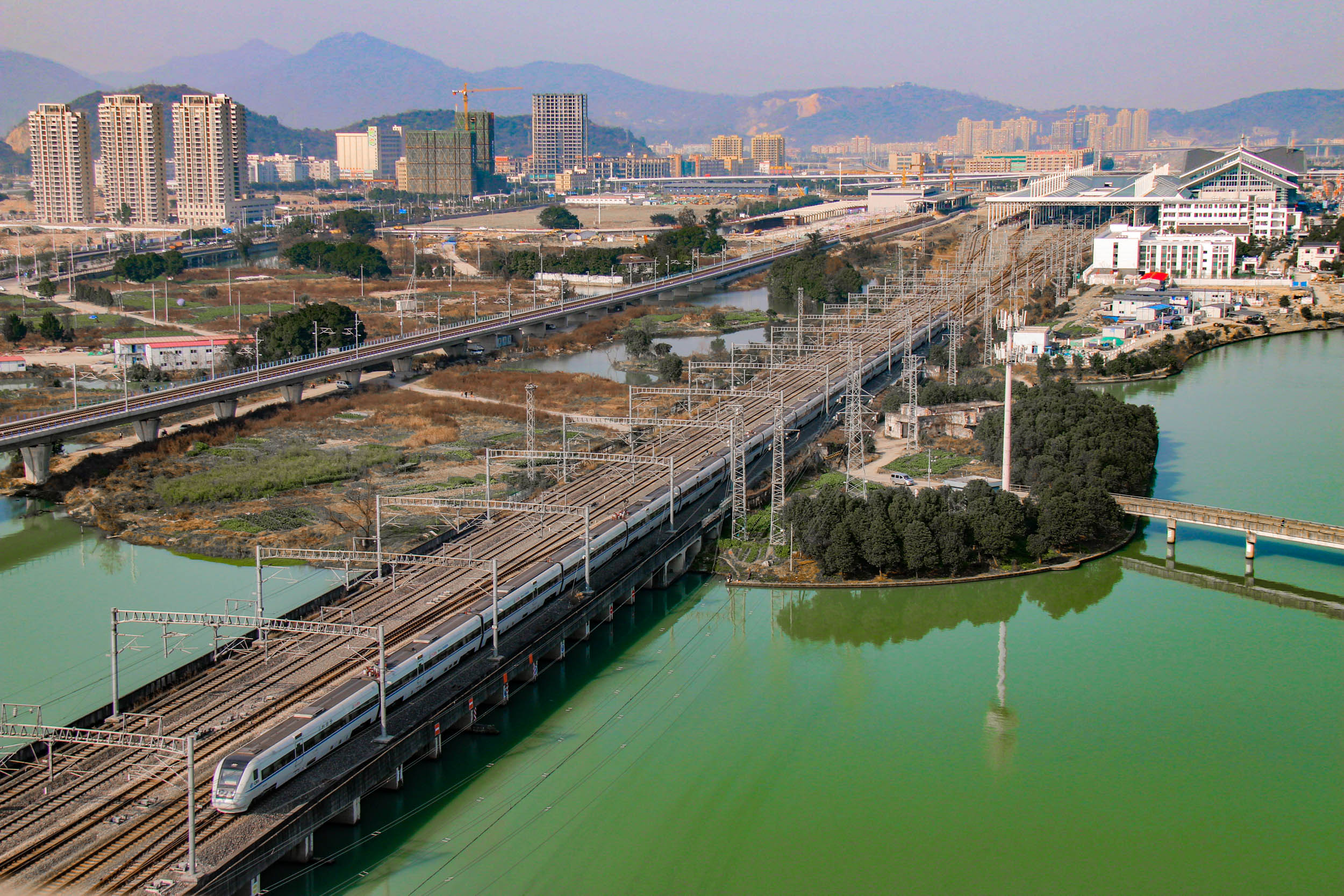
车站站场俯瞰（2019年）

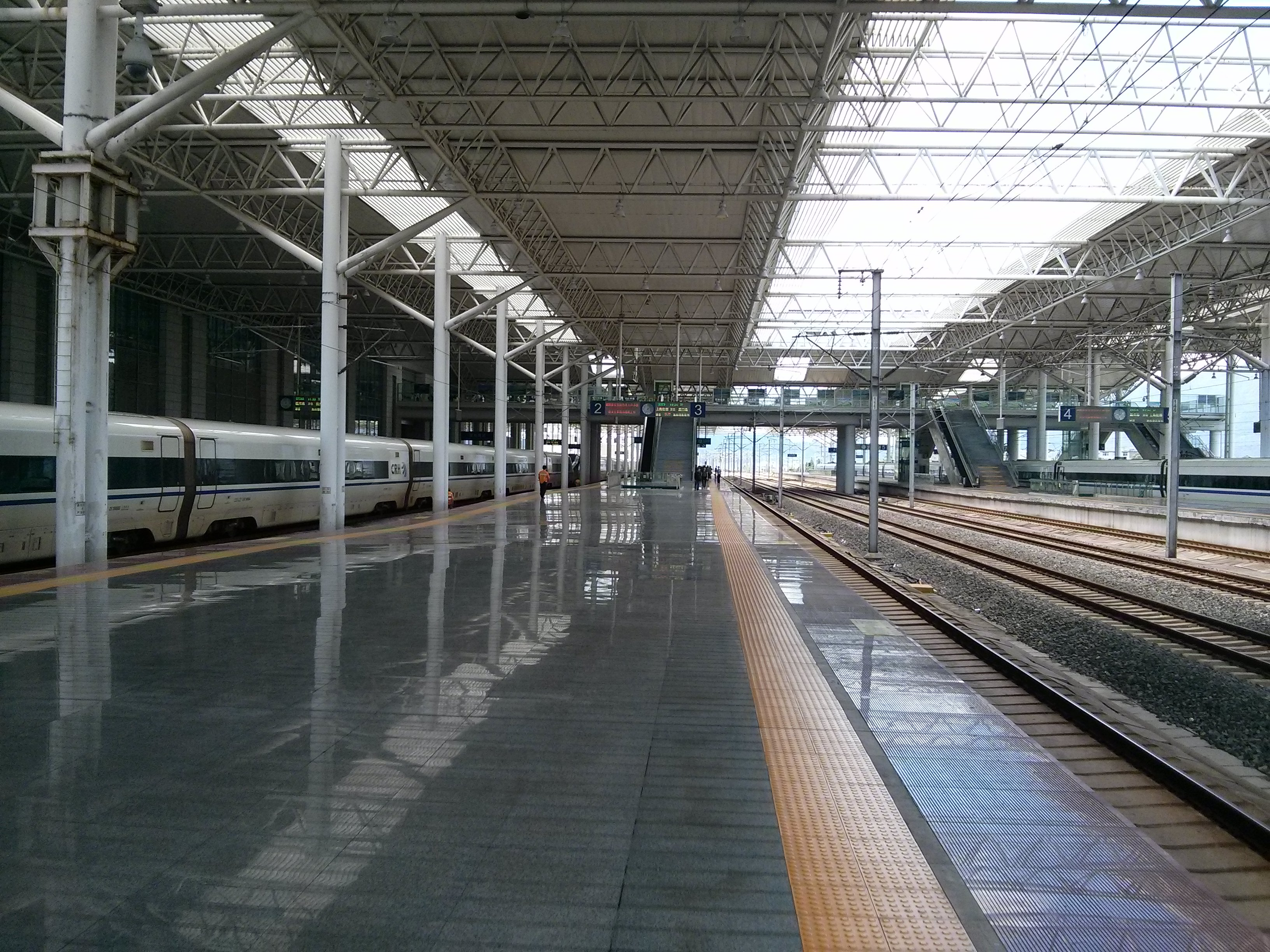
车站站台（2015年）

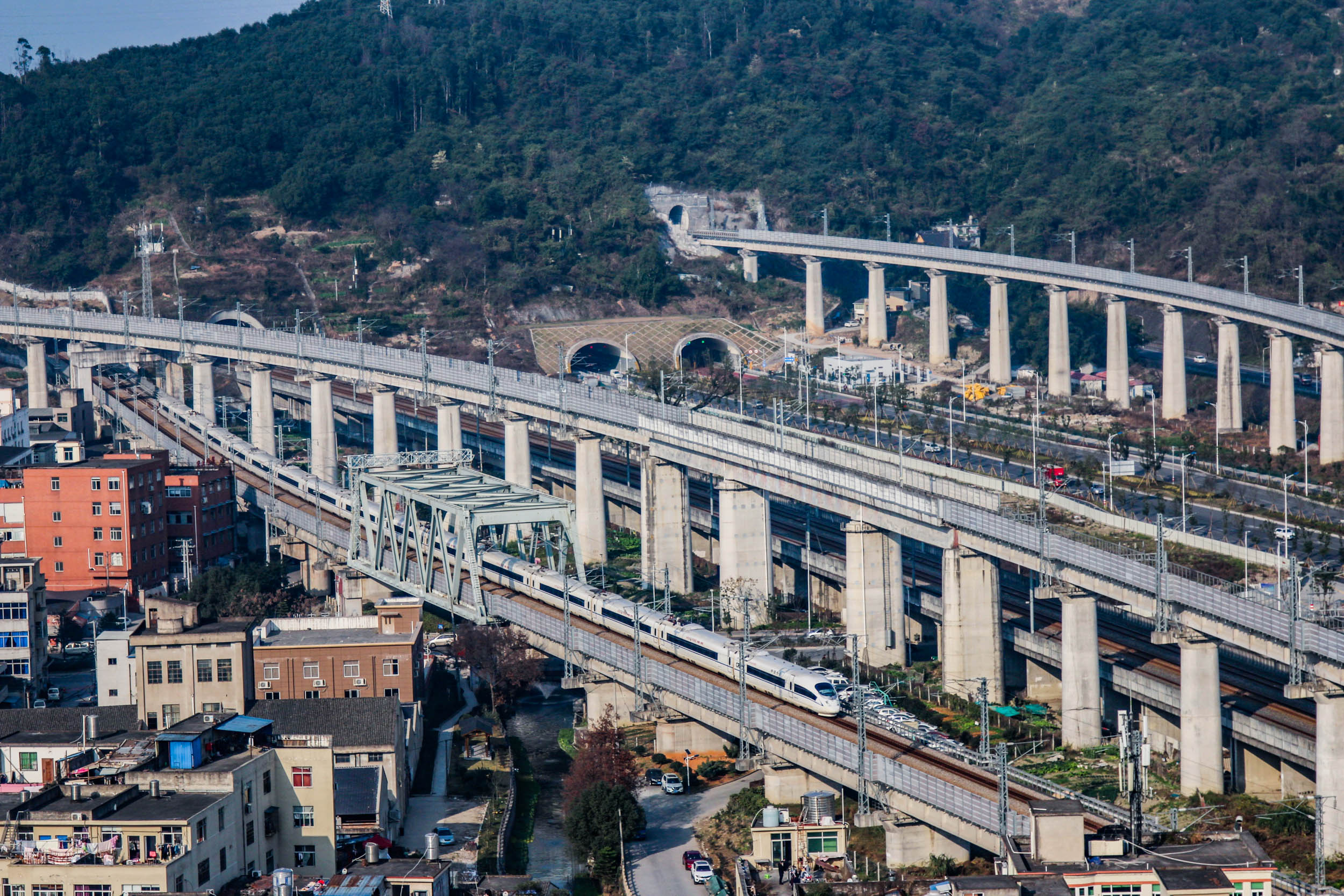
车站北侧的疏解区（2019年）

温州南站建成时规模4台10线（含3条正线）。金温铁路从车站北侧引入温州南站，为避免切割杭深正线，在既有杭深站场西侧设有货正线通过车站、并和杭深正线三线平行至瓯海站，同时于车站北侧下岙、双岙处温州南线路所出岔上下行客车疏解线，外包引入杭深站场北咽喉。
杭温高速铁路建设期间在金温货正线西侧新建2台4线，目前站场规模6台14线。
| 西↑  | 西站房 | 进出站、 █ S1线动车南站                              |  |
| 20道 | 11     | 金温线 到发线                                        |  |
|      | 岛式   |                                                      |  |
| 18道 | 10     | 金温线 到发线                                        |  |
| 16道 | 9      | 金温线 到发线                                        |  |
|      | 岛式   |                                                      |  |
| 14道 | 8      | 金温线 到发线                                        |  |
| Ⅻ道  | 无     | （瓯海站）金温线 货正线（温州南线路所）              |  |
| 10道 | 7      | 杭深线 到发线                                        |  |
|      | 岛式   |                                                      |  |
| 8道  | 6      | 杭深线 到发线                                        |  |
| 6道  | 5      | 杭深线 到发线                                        |  |
|      | 岛式   |                                                      |  |
| 4道  | 4      | 杭深线 到发线                                        |  |
| Ⅱ道  | 无     | （瓯海站）杭深线 上行正线 往杭州东站方向（温州北站） |  |
| Ⅰ道  | 无     | （瓯海站）杭深线 下行正线 往深圳北站方向（温州北站） |  |
| 3道  | 3      | 杭深线 到发线                                        |  |
|      | 岛式   |                                                      |  |
| 5道  | 2      | 杭深线 到发线                                        |  |
| 7道  | 1      | 杭深线 到发线                                        |  |
|      | 侧式   |                                                      |  |
| 东↓  | 东站房 | 进出站、接驳交通                                     |  |

## 旅客列车目的地
截至2022年底，温州南站每日接发列车近270趟，其中始发50对，开行方向主要为上海、杭州、宁波、厦门、深圳、南昌、北京、济南、合肥、贵阳、长沙、阜阳西、黄山北等地。
2019年1月5日起，温州南站停靠经金温铁路、杭深线直通运行、需在本站进行换向的列车。
| 列车所属路局 | 目的地 |
| ------------ | --- |
| 上海局集团   | 北京南、亳州南、苍南、长沙南、常州、阜阳西、贵阳北、杭州东、合肥南、淮安东、连云港、六安、南昌西、南京、南京南、宁波、上海虹桥、深圳北、台州、武汉、厦门北、徐州东、宜宾西 |
| 南昌局集团   | 福州、福州南、杭州东、赣州、龙岩、南昌西、宁波、莆田、厦门北 |
| 北京局集团   | 北京南、福州 |
| 成都局集团   | 毕节、苍南、成都东 |
| 广州局集团   | 长沙南、深圳北 |
| 济南局集团   | 济南西 |
| 武汉局集团   | 武汉 |
| 西安局集团   | 西安北 |
| 郑州局集团   | 郑州东 |

## 接驳交通

### 轨道交通

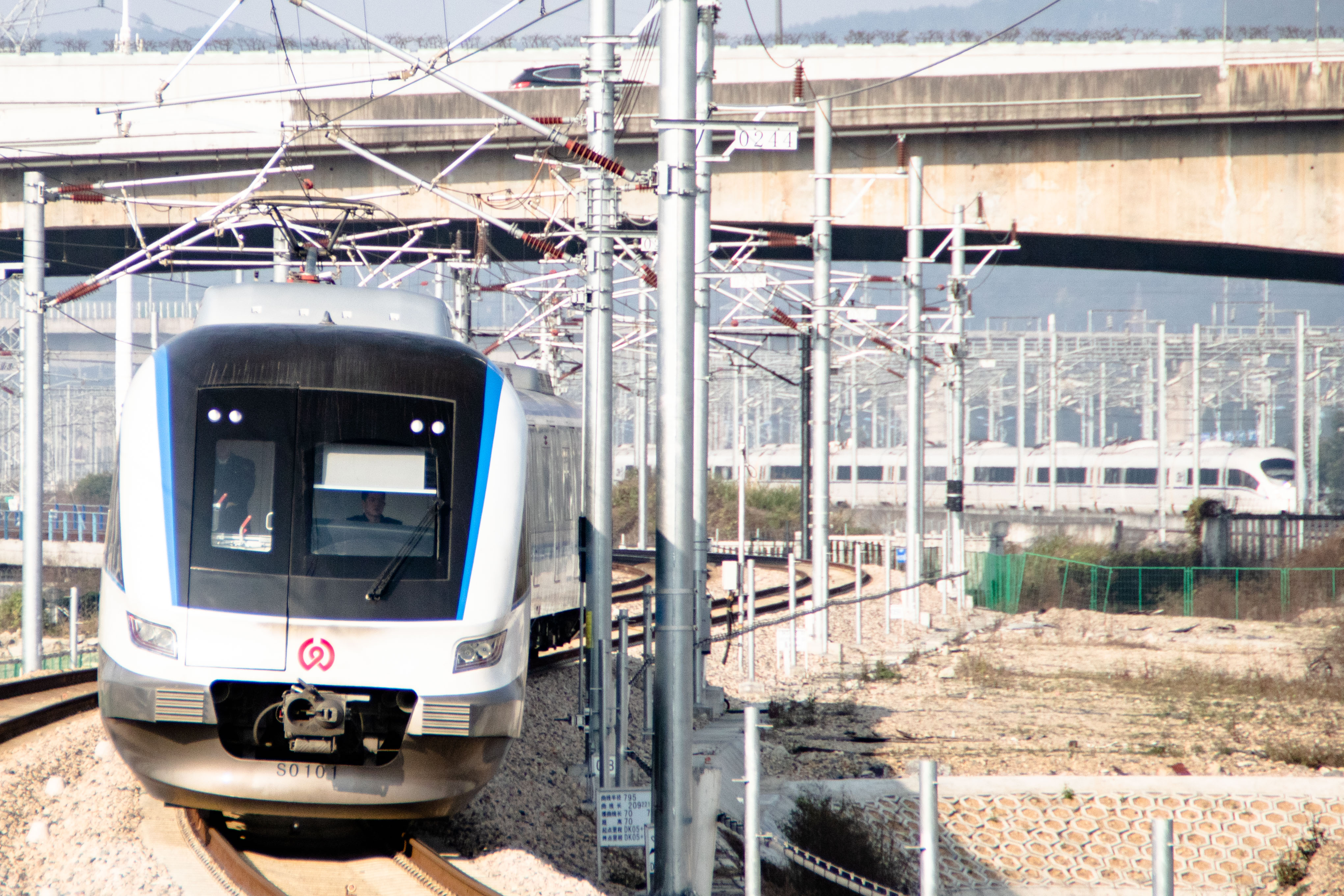
正在进入动车南站的S1线列车

此站可转乘温州市域铁路S1线动车南站。

### 公交
温州南站的公交枢纽位于车站的东广场，出站口对面。
| 站台           | 线路                                               |
| -------------- | -------------------------------------------------- |
| 一号站台       | 104路、148路、潘桥社区巴士1号线、潘桥社区巴士2号线 |
| 二号站台       | 24路、82路、161路                                  |
| 三号站台       | 91路、95路                                         |
| 四号站台       | 73路、75路                                         |
| 五号站台       | 30路、83路、131路、假日快线                        |
| 六号站台       | B5路                                               |
| 七号站台(BRT)  | B1路、B4路、B102路、B108路、B109路                 |
| 城市巴士候车厅 | 新城专线、永中专线、瓯北专线                       |

### 城市航站楼
火车南站城市航站楼位于火车南站公交枢纽内，设有值机柜台及火车南站至机场的机场巴士候车厅。

### 汽车客运
火车南站客运站位于火车南站公交枢纽内，有客运班车往瑞安、文成、洞头、塘下等方向。